# Périers
Périers és un municipi francès situat al departament de la Manche i a la regió de Normandia. L'any 2007 tenia 2.437 habitants.

## Demografia

### Població
El 2007 la població de fet de Périers era de 2.437 persones. Hi havia 1.052 famílies de les quals 364 eren unipersonals (140 homes vivint sols i 224 dones vivint soles), 368 parelles sense fills, 244 parelles amb fills i 76 famílies monoparentals amb fills.
La població ha evolucionat segons el següent gràfic:
Habitants censats

### Habitatges
El 2007 hi havia 1.183 habitatges, 1.062 eren l'habitatge principal de la família, 29 eren segones residències i 92 estaven desocupats. 970 eren cases i 185 eren apartaments. Dels 1.062 habitatges principals, 552 estaven ocupats pels seus propietaris, 497 estaven llogats i ocupats pels llogaters i 13 estaven cedits a títol gratuït; 16 tenien una cambra, 106 en tenien dues, 253 en tenien tres, 329 en tenien quatre i 358 en tenien cinc o més. 715 habitatges disposaven pel capbaix d'una plaça de pàrquing. A 575 habitatges hi havia un automòbil i a 294 n'hi havia dos o més.

### Piràmide de població
La piràmide de població per edats i sexe el 2009 era:
| Homes | Edats   | Dones |
| ----- | ------- | ----- |
| 4     | 95 o +  | 16    |
| 8     | 90 a 94 | 36    |
| 8     | 85 a 89 | 60    |
| 20    | 80 a 84 | 20    |
| 52    | 75 a 79 | 56    |
| 80    | 70 a 74 | 132   |
| 72    | 65 a 69 | 124   |
| 84    | 60 a 64 | 100   |
| 60    | 55 a 59 | 72    |
| 64    | 50 a 54 | 68    |
| 76    | 45 a 49 | 56    |
| 84    | 40 a 44 | 88    |
| 76    | 35 a 39 | 92    |
| 104   | 30 a 34 | 80    |
| 40    | 25 a 29 | 60    |
| 56    | 20 a 24 | 52    |
| 80    | 15 a 19 | 84    |
| 92    | 10 a 14 | 92    |
| 76    | 5 a 9   | 60    |
| 28    | 0 a 4   | 60    |

## Economia
El 2007 la població en edat de treballar era de 1.314 persones, 895 eren actives i 419 eren inactives. De les 895 persones actives 801 estaven ocupades (427 homes i 374 dones) i 94 estaven aturades (39 homes i 55 dones). De les 419 persones inactives 145 estaven jubilades, 117 estaven estudiant i 157 estaven classificades com a «altres inactius».

### Ingressos
El 2009 a Périers hi havia 1.006 unitats fiscals que integraven 2.177,5 persones, la mediana anual d'ingressos fiscals per persona era de 14.778 €.

### Activitats econòmiques
Dels 188 establiments que hi havia el 2007, 3 eren d'empreses extractives, 12 d'empreses alimentàries, 11 d'empreses de fabricació d'altres productes industrials, 21 d'empreses de construcció, 59 d'empreses de comerç i reparació d'automòbils, 5 d'empreses de transport, 13 d'empreses d'hostatgeria i restauració, 9 d'empreses financeres, 10 d'empreses immobiliàries, 17 d'empreses de serveis, 16 d'entitats de l'administració pública i 12 d'empreses classificades com a «altres activitats de serveis».
Dels 56 establiments de servei als particulars que hi havia el 2009, 1 era una oficina d'administració d'Hisenda pública, 1 gendarmeria, 1 oficina de correu, 5 oficines bancàries, 1 funerària, 10 tallers de reparació d'automòbils i de material agrícola, 1 taller d'inspecció tècnica de vehicles, 2 autoescoles, 4 paletes, 2 guixaires pintors, 6 fusteries, 2 lampisteries, 2 electricistes, 2 empreses de construcció, 5 perruqueries, 2 veterinaris, 6 restaurants, 1 agència immobiliària i 2 tintoreries.
Dels 34 establiments comercials que hi havia el 2009, 1 era un hipermercat, 1 un supermercat, 1 una gran superfície de material de bricolatge, 2 botiges de menys de 120 m², 5 fleques, 6 carnisseries, 1 una peixateria, 4 botigues de roba, 2 sabateries, 1 una botiga d'electrodomèstics, 2 botigues de material esportiu, 2 drogueries, 2 joieries i 4 floristeries.
L'any 2000 a Périers hi havia 34 explotacions agrícoles que ocupaven un total de 1.152 hectàrees.

## Equipaments sanitaris i escolars
El 2009 hi havia 3 farmàcies i 1 ambulància.
El 2009 hi havia 1 escola maternal i 2 escoles elementals. Périers disposava d'un col·legi d'educació secundària amb 227 alumnes.

## Poblacions més properes
El següent diagrama mostra les poblacions més properes.